# Alan Vint
Alan Richard Vint (Tulsa, 11 novembre 1944 – Sherman Oaks, 16 agosto 2006) è stato un attore statunitense.

## Biografia
Vint è conosciuto principalmente in Panico a Needle Park diretto da Jerry Schatzberg nel 1971 e in Vivere pericolosamente diretto da Richard Compton nel 1974.
Nel 2001 ha diretto Reversal.
Il 16 agosto del 2006 è morto allo Sherman Oaks Hospital di Los Angeles in California, di polmonite dopo una lunga battaglia contro l'artrite reumatoide. Aveva 61 anni.

### Vita privata
Fratello degli attori Jesse Vint e Bill Vint, sposato con l'attrice Susan Mullen e aveva tre figlie Kelly, Kate e Megan Vint.

## Filmografia

### Attore

#### Cinema
- L'ultimo tramonto sulla terra dei Mc Masters (The McMasters), regia di Alf Kjellin (1970)
- Panico a Needle Park (The Panic in Needle Park), regia di Jerry Schatzberg (1971)
- Strada a doppia corsia (Two-Lane Blacktop), regia di Monte Hellman (1971)
- Bentornati a casa ragazzi (Welcome Home Soldier Boys), regia di Richard Compton (1971)
- Una ragazza violenta (The Unholy Rollers), regia di Vernon Zimmerman (1972)
- La rabbia giovane (Badlands), regia di Terrence Malick (1973)
- Vivere pericolosamente (Macon County Line), regia di Richard Compton (1974)
- Terremoto (Earthquake), regia di Mark Robson (1974)
- 10 secondi per fuggire (Breakout), regia di Tom Gries (1975)
- Percorso infernale (Checkered Flag or Crash), regia di Alan Gibson (1977)
- The Lady in Red, regia di Lewis Teague (1979)
- La ballata di Gregorio Cortez (The Ballad of Gregorio Cortez), regia di Robert M. Young (1982)
- Family Prayers, regia di Scott M. Rosenfelt (1993)
- Malevolence, regia di Belle Avery (1999)

#### Televisione
- Bonanza – serie TV, episodio 11x06 (1969)
- Dove vai Bronson? (Then Came Bronson) – serie TV, episodio 1x09 (1969)
- Ai confini dell'Arizona (The High Chaparral) – serie TV, episodio 3x13 (1969)
- Reporter alla ribalta (The Name of the Game) – serie TV, episodio 2x20 (1970)
- Room 222 – serie TV, episodio 1x25 (1970)
- Adam-12 – serie TV, episodio 2x24 (1970)
- I nuovi medici (The Bold Ones: The New Doctors) – serie TV, episodio 2x01 (1970) - non accreditato
- Giovani avvocati (The Young Lawyers) – serie TV, episodio 1x14 (1970)
- Lo sceriffo del sud (Cade's County) – serie TV, episodio 1x02 (1971)
- Un vero sceriffo (Nichols) – serie TV, episodio 1x12 (1971)
- Truman Capote: la corruzione il vizio e la violenza (The Glass House), regia di Tom Gries – film TV (1972)
- Hawaii Squadra Cinque Zero (Hawaii Five-O) – serie TV, episodio 4x24 (1972)
- La fine di un sogno (The Family Rico), regia di Paul Wendkos – film TV (1972)
- A tutte le auto della polizia (The Rookies) – serie TV, episodio 1x11 (1972)
- My Darling Daughters' Anniversary, regia di Joseph Pevney – film TV (1973)
- Sulle strade della California (Police Story) – serie TV, episodio 2x17 (1975)
- La torre della morte (The Deadly Tower), regia di Jerry Jameson – film TV (1975)
- Squadra emergenza (Emergency!) – serie TV, episodio 5x14 (1975)
- Bronk – serie TV, episodio 1x17 (1976)
- Switch – serie TV, episodio 1x18 (1976)
- Petrocelli – serie TV, episodio 2x19 (1976)
- Codice R (Code R) – serie TV, episodio 1x11 (1977)
- Baretta – serie TV, episodio 4x13 (1978)
- David Cassidy - Man Undercover – serie TV, episodio 1x01 (1978)
- Colorado (Centennial) – miniserie TV, puntata 1x11 (1979)
- Lou Grant – serie TV, episodio 3x21 (1980)
- Belle Starr, regia di John A. Alonzo – film TV (1980)
- American Playhouse – serie TV, episodio 1x25 (1982)
- Spenser (Spenser: For Hire) – serie TV, episodio 3x21 (1988)
- The Wharf Rat, regia di Jimmy Huston – film TV (1995)

### Regista
- Reversal (2001)